# 坦塔斯山
9°50′06″S 77°12′37″W / 9.83500°S 77.21028°W
坦塔斯山（Tantash），是秘魯的山峰，位於該國北部安卡什大區，由雷奈伊省的卡塔克區負責管轄，屬於布蘭卡山脈的一部分，海拔高度5,504米。